# Симоне, Роберт
Роберт Симоне (1903, Франция — не ранее 1973) — канадский селекционер и владелец частного питомника.

## Биография
Родился недалеко от Парижа, где жил с бабушкой в течение одиннадцати лет. Интерес к садоводству испытывал с раннего детства. В возрасте 16 лет он сопровождал свою сестру в Канаду, где она должна была выйти замуж за солдата. Проживая в Канаде работал инженером, пожарным, садовником. В 1930 году он организовал свой собственный сад, занимался продажей свежих овощей, а также гладиолусов и цветов на срезку. Позже занялся выращиванием ранних сортов кукурузы, томатов, пастернака, тыквы, красного ревеня, садовой земляники, и зимостойких плодовых деревьев и кустарников.
Во время Второй мировой войны Роберт Симоне отправился в библиотеку Университета Альберты, где изучал основы селекции и генетики растений. Его первый интерес к лилиям вызвал местный вид Lilium philadelphicum. Позже Роберт Симоне получил известность, как селекционер азиатских и трубчатых гибридов лилий.